# Шатов, Олег (белорусский футболист)
Олег Шатов (род. 15 февраля 1971) — советский, белорусский футболист.

## Биография
Воспитанник СДЮШОР (Грозный). Играл в чемпионате Белорусской ССР за ЗЛиН Гомель (1989) и «Шахтёр» Солигорск (1989—1991). Провёл одну игру во второй низшей лиге СССР за «Гомсельмаш» в 1991 году. В сезонах 1992—1996 сыграл 134 матча, забил 13 голов в чемпионате Белоруссии за солигорский «Шахтёр». Провёл одну игру за «Оресу» Любань из третьей белорусской лиги.
Тренер в ДЮСШ «Шахтёр» Солигорск.